# Pholidota leveilleana
Pholidota leveilleana är en orkidéart som beskrevs av Rudolf Schlechter. Pholidota leveilleana ingår i släktet Pholidota och familjen orkidéer. Inga underarter finns listade i Catalogue of Life.